# Bertold I de Caríntia
Bertold I de Zähringen i de Caríntia (nascut vers l'any 1000, mort el 6 de novembre de 1078 a Weilheim an der Teck), dit el Barbut, fou comte d'Ortenau i Brisgau i l'ancestre de la casa de Baden i fou també duc de Caríntia i marcgravi de Verona. Per la seva mare Luitgarda de Nellenburg probablement descendia dels Staufen, que eren comtes d'Ortenau, Thurgau, Breisgau, i Baar. El seu pare era Bertilló o Bezzelí de Villingen, comte d'Ortenau (després Zähringen) i de Brisgau. A vegades s'esmenta com Bertold II perquè es compta a Bertold de Baviera, que fou marcgravi de Caríntia (937-947) de la prestigiosa dinastia dels Liutpoldings, però és preferible emprar aquest ordinal pel seu fill, que fou pretendent al ducat de Suàbia, al ducat de Caríntia i al marcgraviat de Verona (1092-1098), i en tots els casos li correspon el "II".
Era partidari d'Enric III i aquest li va prometre el ducat de Suàbia. No obstant això, havent mort l'emperador (1056), la seva vídua Agnès de Poitou, regent del fill menor Enric IV, va donar aquest feu a Rodolf de Rheinfelden el 1057. Bertold va rebre en concepte d'indemnització per l'abandonament de la seva demanda al ducat la promesa de ser infeudat amb el primer ducat disponible, que es va concretar el 1061 amb els títols de duc de Caríntia i marcgravi de Verona, per la qual cosa els futurs Zähringer (família de Zähringen) van ascendir a la categoria d'una casa immediata. No obstant això, a Caríntia i Verona Bertold no es va poder imposar a la noblesa local i mai fou plenament acceptat com a governant, tenint el poder efectiu (però no el títol) el comte Marquard IV d'Eppenstein que exercia gairebé tot el poder, especialment al sud del ducat. Tan precària era la seva situació que Lampert d'Hersfeld fins i tot diu que en fou privat el 1072/1073, però la referència és controvertida; malgrat tot, el ducat de Caríntia amb la marca de Verona foren perduts efectivament el 1077.
Durant la Querella de les Investidures, Bertold va lluitar. junt amb els també ducs Rodolf de Rheinfelden de Suàbia i Welf IV de Baviera, en oposició al rei Enric IV. Va recolzar l'elecció de l'anti-rei Rodolf de Rheinfelden i, per aquesta causa, a la Dieta a Ulm del 1077 fou deposat com duc i marcgravi i condemnat a l'ostracisme. Com a nou duc de Caríntia fou reconegut Luitold, el fill de Marquard d'Eppenstein. Bertold es va retirar a les seves propietats de Suàbia i va mantenir sempre la seva enemistat amb Enric IV, mentre mostrava la seva simpatia envers Frederic I de Satufen, duc de Suàbia, patint constants atacs de les tropes imperials 
Es va casar vers el 1043 amb Ricuara de Suàbia, (filla d'Herman IV de Suàbia, de la casa de Babenberg), i en segones noces el 1056 amb Beatriu, filla de Lluís de Montbéliard.
Bertold va tenir cinc fills del primer matrimoni:
- Herman I de Brisgau, fundador del marcgraviat de Baden
- Gebhard III, bisbe de Constança, mort el 1110
- Luitgarda (1119) esposa de Teodoric de Vohburg (1078)
- Bertold II (1050-1111), comte de Zähringen (1078-1111) i pretendent de Caríntia (1092-1098), i des de l'any 1100 "duc de Zähringen"
- Adelaida (1079)

Bertold va morir el 6 de novembre de 1078 prop de Weilheim an der Teck, i va ser enterrat al monestir d'Hirsau, que li devia la construcció de l'església del monestir. A les possessions de Zähringen el van succeir els seus fills Herman I i Bertold II.